# Jacques De Coster
Jacques De Coster (Etterbeek, 5 januari 1945 – Sint-Lambrechts-Woluwe, 11 november 2022) was een Belgisch lid van het Brussels Hoofdstedelijk Parlement.

## Levensloop
Jacques De Coster werd beroepshalve onderwijzer en werd bestuurslid bij de Socialistische Mutualiteiten in Brabant.
Voor de Parti Socialiste werd De Coster verkozen tot gemeenteraadslid van Sint-Lambrechts-Woluwe en was er van 2007 tot 2012 voorzitter van het OCMW. Hij was eveneens provincieraadslid van Brabant.
Tevens was hij van 1989 tot 1999 en van 2005 tot 2009 lid van het Brussels Hoofdstedelijk Parlement.